# Dorota Skřivanová
Dorota Skřivanová (* 26. listopad 1998, Jihlava) je česká atletka se specializací na sedmiboj.

## Biografie
Dorota Skřivanová se narodila v roce 1998 v Jihlavě, vyrůstala však nedaleko Pelhřimova, tam také vystudovala na místním gymnáziu a začala se věnovat thajskému boxu. Následně se však na popud pedagožky gymnázia a její první trenérky začala věnovat atletice, již od počátku se věnovala sedmiboji. Působila od počátku v klubu TJ Slavoj Pacov, od roku 2019 žije, studuje Právnickou fakultu UK a trénuje v Praze, ale stále pod hlavičkou klubu TJ Slavoj Pacov.
V roce 2022, kdy se kvalifikovala v pětiboji na halové mistrovství světa v Bělehradě, skončila pátá v osobním rekordu s 4566 body.
V roce 2021 se Skřivanová stala mistryní ČR v sedmiboji a v roce 2022 se stala halovou mistryní v pětiboji a opět mistryní ČR v sedmiboji.
Byla oceněna v anketě Sportovec kraje Vysočina v roce 2022 v kategorii Dospělí – ženy. V témže roce získala ocenění Objev roku v anketě Atlet roku.

## Osobní rekordy
- Sedmiboj: 6073 bodů, 5. června 2022 v Praze[6]
- Pětiboj (halový): 4566 bodů, 18. března 2022 v Bělehradě[6]